# معاهده همکاری ثبت اختراع

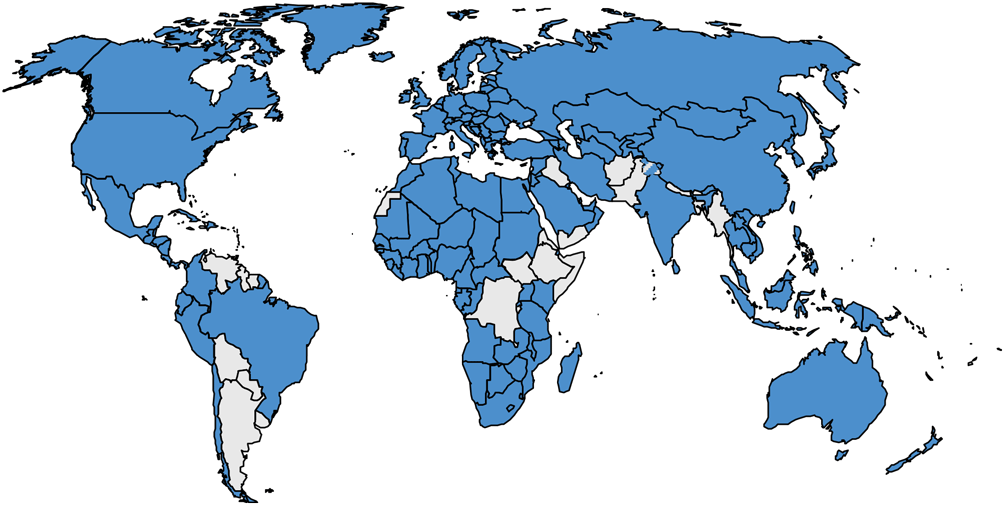
معاهده همکاری ثبت اختراع

معاهده همکاری ثبت اختراع (Patent Cooperation Treaty) به اختصار(PCT) پیمان بین‌المللی است که زیر نظر سازمان جهانی مالکیت فکری WIPO فعالیت می‌کند و دفتر اصلی آن در شهر ژنو است.
بر اساس این معاهده، چنانچه اختراعی در PCT ثبت شود، امکان حمایت از آن در کلیه کشورهای عضو وجود دارد. به زبان ساده‌تر مخترع تنها با ارائه یک اظهارنامه می‌تواند فرایند ثبت را در کلیه کشورهای عضو بر اساس همان اظهارنامه و با توجه به حق تقدم اولین افشاء آن ادامه دهد.
معاهده PCT برای اولین بار در سال ۱۹۷۰ میلادی در شهر واشینگتن منعقد شد و در سال ۱۹۷۸ میلادی تعداد اعضای آن به ۱۸ کشور رسید. در حال حاضر (سال ۲۰۱۷ میلادی) ۱۵۲ کشور از جمله کشورهای توسعه یافته و کشورهای در حال توسعه عضو این معاهده هستند و شرایط استفاده از مزایای حمایت بین‌المللی از اختراع را برای اعضای خود فراهم می‌کنند.
لایحه الحاق کشورمان به این معاهده در سال ۱۳۸۶ شمسی در مجلس شورای اسلامی تصویب شد اما به دلیل کمبود امکانات و محیا نبودن زیرساختهای اجرایی لازم، در مهر ماه سال ۱۳۹۲ شمسی پیوستن ایران به این معاهده اجرایی شد.
آمار اختراعات ثبت شده در معاهده همکاری ثبت اختراع در سال ۲۰۱۶ که توسط سازمان جهانی مالکیت فکری WIPO منتشر شده نشان می‌دهد شرکت‌های تولیدکننده فناوری‌های دیجیتالی برترین ثبت کنندگان اختراع در این معاهده بوده‌اند. شرکت‌هایی مانند ZTE, HUAWEI , QUALCOMM, MITSUBISHI, LG, HP, INTEL, BOE, SAMSUNG و SONY ده شرکتی بوده‌اند که بیشتر نوآوری‌ها را در سال ۲۰۱۶ به ثبت رسانده‌اند.
| Two-Letter Code | Name of State                             | Date on Which State Became Bound by the PCT1 |
| --------------- | ----------------------------------------- | -------------------------------------------- |
| AE              | United Arab Emirates                      | ۱۰ مارس ۱۹۹۹                                 |
| AG              | Antigua and Barbuda                       | ۱۷ مارس ۲۰۰۰                                 |
| AL              | Albania                                   | ۴ اکتبر ۱۹۹۵                                 |
| AM              | Armenia2                                  | ۲۵ دسامبر ۱۹۹۱                               |
| AO              | Angola                                    | ۲۷ دسامبر ۲۰۰۷                               |
| AT              | Austria                                   | ۲۳ آوریل ۱۹۷۹                                |
| AU              | Australia                                 | ۳۱ مارس ۱۹۸۰                                 |
| AZ              | Azerbaijan                                | ۲۵ دسامبر ۱۹۹۵                               |
| BA              | Bosnia and Herzegovina                    | ۷ سپتامبر ۱۹۹۶                               |
| BB              | Barbados                                  | ۱۲ مارس ۱۹۸۵                                 |
| BE              | Belgium                                   | ۱۴ دسامبر ۱۹۸۱                               |
| BF              | Burkina Faso                              | ۲۱ مارس ۱۹۸۹                                 |
| BG              | Bulgaria                                  | ۲۱ مه ۱۹۸۴                                   |
| BH              | Bahrain2                                  | ۱۸ مارس ۲۰۰۷                                 |
| BJ              | Benin                                     | ۲۶ فوریه ۱۹۸۷                                |
| BN              | Brunei Darussalam                         | ۲۴ ژوئیه ۲۰۱۲                                |
| BR              | Brazil                                    | ۹ آوریل ۱۹۷۸                                 |
| BW              | Botswana                                  | ۳۰ اکتبر ۲۰۰۳                                |
| BY              | Belarus2                                  | ۲۵ دسامبر ۱۹۹۱                               |
| BZ              | Belize                                    | ۱۷ ژوئن ۲۰۰۰                                 |
| CA              | Canada                                    | ۲ ژانویه ۱۹۹۰                                |
| CF              | Central African Republic                  | ۲۴ ژانویه ۱۹۷۸                               |
| CG              | Congo                                     | ۲۴ ژانویه ۱۹۷۸                               |
| CH              | Switzerland                               | ۲۴ ژانویه ۱۹۷۸                               |
| CI              | Côte d’Ivoire                             | ۳۰ آوریل ۱۹۹۱                                |
| CL              | Chile2                                    | ۲ ژوئن ۲۰۰۹                                  |
| CM              | Cameroon                                  | ۲۴ ژانویه ۱۹۷۸                               |
| CN              | China3, 4                                 | ۱ ژانویه ۱۹۹۴                                |
| CO              | Colombia                                  | ۲۸ فوریه ۲۰۰۱                                |
| CR              | Costa Rica                                | ۳ اوت ۱۹۹۹                                   |
| CU              | Cuba2                                     | ۱۶ ژوئیه ۱۹۹۶                                |
| CY              | Cyprus                                    | ۱ آوریل ۱۹۹۸                                 |
| CZ              | Czechia                                   | ۱ ژانویه ۱۹۹۳                                |
| DE              | Germany                                   | ۲۴ ژانویه ۱۹۷۸                               |
| DJ              | Djibouti                                  | ۲۳ سپتامبر ۲۰۱۶                              |
| DK              | Denmark                                   | ۱ دسامبر ۱۹۷۸                                |
| DM              | Dominica                                  | ۷ اوت ۱۹۹۹                                   |
| DO              | Dominican Republic                        | ۲۸ مه ۲۰۰۷                                   |
| DZ              | Algeria2                                  | ۸ مارس ۲۰۰۰                                  |
| EC              | Ecuador                                   | ۷ مه ۲۰۰۱                                    |
| EE              | Estonia                                   | ۲۴ اوت ۱۹۹۴                                  |
| EG              | Egypt                                     | ۶ سپتامبر ۲۰۰۳                               |
| ES              | Spain                                     | ۱۶ نوامبر ۱۹۸۹                               |
| FI              | Finland5                                  | ۱ اکتبر ۱۹۸۰                                 |
| FR              | France2, 6                                | ۲۵ فوریه ۱۹۷۸                                |
| GA              | Gabon                                     | ۲۴ ژانویه ۱۹۷۸                               |
| GB              | United Kingdom7                           | ۲۴ ژانویه ۱۹۷۸                               |
| GD              | Grenada                                   | ۲۲ سپتامبر ۱۹۹۸                              |
| GE              | Georgia2                                  | ۲۵ دسامبر ۱۹۹۱                               |
| GH              | Ghana                                     | ۲۶ فوریه ۱۹۹۷                                |
| GM              | Gambia                                    | ۹ دسامبر ۱۹۹۷                                |
| GN              | Guinea                                    | ۲۷ مه ۱۹۹۱                                   |
| GQ              | Equatorial Guinea                         | ۱۷ ژوئیه ۲۰۰۱                                |
| GR              | Greece                                    | ۹ اکتبر ۱۹۹۰                                 |
| GT              | Guatemala                                 | ۱۴ اکتبر ۲۰۰۶                                |
| GW              | Guinea-Bissau                             | ۱۲ دسامبر ۱۹۹۷                               |
| HN              | Honduras                                  | ۲۰ ژوئن ۲۰۰۶                                 |
| HR              | Croatia                                   | ۱ ژوئیه ۱۹۹۸                                 |
| HU              | Hungary2                                  | ۲۷ ژوئن ۱۹۸۰                                 |
| ID              | Indonesia2                                | ۵ سپتامبر ۱۹۹۷                               |
| IE              | Ireland                                   | ۱ اوت ۱۹۹۲                                   |
| IL              | Israel                                    | ۱ ژوئن ۱۹۹۶                                  |
| IN              | India2                                    | ۷ دسامبر ۱۹۹۸                                |
| IR              | Iran (Islamic Republic of)                | ۴ اکتبر ۲۰۱۳                                 |
| IS              | Iceland                                   | ۲۳ مارس ۱۹۹۵                                 |
| IT              | Italy                                     | ۲۸ مارس ۱۹۸۵                                 |
| JO              | Jordan                                    | (will become bound on ۹ ژوئن ۲۰۱۷)           |
| JP              | Japan                                     | ۱ اکتبر ۱۹۷۸                                 |
| KE              | Kenya                                     | ۸ ژوئن ۱۹۹۴                                  |
| KG              | Kyrgyzstan2                               | ۲۵ دسامبر ۱۹۹۱                               |
| KH              | Cambodia                                  | ۸ دسامبر ۲۰۱۶                                |
| KM              | Comoros                                   | ۳ آوریل ۲۰۰۵                                 |
| KN              | Saint Kitts and Nevis                     | ۲۷ اکتبر ۲۰۰۵                                |
| KP              | Democratic People’s Republic of Korea     | ۸ ژوئیه ۱۹۸۰                                 |
| KR              | Republic of Korea                         | ۱۰ اوت ۱۹۸۴                                  |
| KW              | Kuwait                                    | ۹ سپتامبر ۲۰۱۶                               |
| KZ              | Kazakhstan2                               | ۲۵ دسامبر ۱۹۹۱                               |
| LA              | Lao People’s Democratic Republic2         | ۱۴ ژوئن ۲۰۰۶                                 |
| LC              | Saint Lucia2                              | ۳۰ اوت ۱۹۹۶                                  |
| LI              | Liechtenstein                             | ۱۹ مارس ۱۹۸۰                                 |
| LK              | Sri Lanka                                 | ۲۶ فوریه ۱۹۸۲                                |
| LR              | Liberia                                   | ۲۷ اوت ۱۹۹۴                                  |
| LS              | Lesotho                                   | ۲۱ اکتبر ۱۹۹۵                                |
| LT              | Lithuania                                 | ۵ ژوئیه ۱۹۹۴                                 |
| LU              | Luxembourg                                | ۳۰ آوریل ۱۹۷۸                                |
| LV              | Latvia                                    | ۷ سپتامبر ۱۹۹۳                               |
| LY              | Libya                                     | ۱۵ سپتامبر ۲۰۰۵                              |
| MA              | Morocco                                   | ۸ اکتبر ۱۹۹۹                                 |
| MC              | Monaco                                    | ۲۲ ژوئن ۱۹۷۹                                 |
| MD              | Republic of Moldova2                      | ۲۵ دسامبر ۱۹۹۱                               |
| ME              | Montenegro                                | ۳ ژوئن ۲۰۰۶                                  |
| MG              | Madagascar                                | ۲۴ ژانویه ۱۹۷۸                               |
| MK              | The former Yugoslav Republic of Macedonia | ۱۰ اوت ۱۹۹۵                                  |
| ML              | Mali                                      | ۱۹ اکتبر ۱۹۸۴                                |
| MN              | Mongolia                                  | ۲۷ مه ۱۹۹۱                                   |
| MR              | Mauritania                                | ۱۳ آوریل ۱۹۸۳                                |
| MT              | Malta2                                    | ۱ مارس ۲۰۰۷                                  |
| MW              | Malawi                                    | ۲۴ ژانویه ۱۹۷۸                               |
| MX              | Mexico                                    | ۱ ژانویه ۱۹۹۵                                |
| MY              | Malaysia2                                 | ۱۶ اوت ۲۰۰۶                                  |
| MZ              | Mozambique2                               | ۱۸ مه ۲۰۰۰                                   |
| NA              | Namibia                                   | ۱ ژانویه ۲۰۰۴                                |
| NE              | Niger                                     | ۲۱ مارس ۱۹۹۳                                 |
| NG              | Nigeria                                   | ۸ مه ۲۰۰۵                                    |
| NI              | Nicaragua                                 | ۶ مارس ۲۰۰۳                                  |
| NL              | Netherlands8                              | ۱۰ ژوئیه ۱۹۷۹                                |
| NO              | Norway5                                   | ۱ ژانویه ۱۹۸۰                                |
| NZ              | New Zealand                               | ۱ دسامبر ۱۹۹۲                                |
| OM              | Oman2                                     | ۲۶ اکتبر ۲۰۰۱                                |
| PA              | Panama                                    | ۷ سپتامبر ۲۰۱۲                               |
| PE              | Peru                                      | ۶ ژوئن ۲۰۰۹                                  |
| PG              | Papua New Guinea                          | ۱۴ ژوئن ۲۰۰۳                                 |
| PH              | Philippines                               | ۱۷ اوت ۲۰۰۱                                  |
| PL              | Poland5                                   | ۲۵ دسامبر ۱۹۹۰                               |
| PT              | Portugal                                  | ۲۴ نوامبر ۱۹۹۲                               |
| QA              | Qatar 2                                   | ۳ اوت ۲۰۱۱                                   |
| RO              | Romania2                                  | ۲۳ ژوئیه ۱۹۷۹                                |
| RS              | Serbia9                                   | ۱ فوریه ۱۹۹۷                                 |
| RU              | Russian Federation2                       | 29 March 197810                              |
| RW              | Rwanda                                    | ۳۱ اوت ۲۰۱۱                                  |
| SA              | Saudi Arabia                              | ۳ اوت ۲۰۱۳                                   |
| SC              | Seychelles                                | ۷ نوامبر ۲۰۰۲                                |
| SD              | Sudan                                     | ۱۶ آوریل ۱۹۸۴                                |
| SE              | Sweden5                                   | ۱۷ مه ۱۹۷۸                                   |
| SG              | Singapore                                 | ۲۳ فوریه ۱۹۹۵                                |
| SI              | Slovenia                                  | ۱ مارس ۱۹۹۴                                  |
| SK              | Slovakia                                  | ۱ ژانویه ۱۹۹۳                                |
| SL              | Sierra Leone                              | ۱۷ ژوئن ۱۹۹۷                                 |
| SM              | San Marino                                | ۱۴ دسامبر ۲۰۰۴                               |
| SN              | Senegal                                   | ۲۴ ژانویه ۱۹۷۸                               |
| ST              | Sao Tome and Principe                     | ۳ ژوئیه ۲۰۰۸                                 |
| SV              | El Salvador                               | ۱۷ اوت ۲۰۰۶                                  |
| SY              | Syrian Arab Republic                      | ۲۶ ژوئن ۲۰۰۳                                 |
| SZ              | Swaziland                                 | ۲۰ سپتامبر ۱۹۹۴                              |
| TD              | Chad                                      | ۲۴ ژانویه ۱۹۷۸                               |
| TG              | Togo                                      | ۲۴ ژانویه ۱۹۷۸                               |
| TH              | Thailand2                                 | ۲۴ دسامبر ۲۰۰۹                               |
| TJ              | Tajikistan2                               | ۲۵ دسامبر ۱۹۹۱                               |
| TM              | Turkmenistan2                             | ۲۵ دسامبر ۱۹۹۱                               |
| TN              | Tunisia2                                  | ۱۰ دسامبر ۲۰۰۱                               |
| TR              | Turkey                                    | ۱ ژانویه ۱۹۹۶                                |
| TT              | Trinidad and Tobago                       | ۱۰ مارس ۱۹۹۴                                 |
| TZ              | United Republic of Tanzania               | ۱۴ سپتامبر ۱۹۹۹                              |
| UA              | Ukraine2                                  | ۲۵ دسامبر ۱۹۹۱                               |
| UG              | Uganda                                    | ۹ فوریه ۱۹۹۵                                 |
| US              | United States of America11,12             | ۲۴ ژانویه ۱۹۷۸                               |
| UZ              | Uzbekistan2                               | ۲۵ دسامبر ۱۹۹۱                               |
| VC              | Saint Vincent and the Grenadines2         | ۶ اوت ۲۰۰۲                                   |
| VN              | Viet Nam                                  | ۱۰ مارس ۱۹۹۳                                 |
| ZA              | South Africa2                             | ۱۶ مارس ۱۹۹۹                                 |
| ZM              | Zambia                                    | ۱۵ نوامبر ۲۰۰۱                               |
| ZW              | Zimbabwe                                  | ۱۱ ژوئن ۱۹۹۷                                 |